# Fenestrulina orientalis
Fenestrulina orientalis är en mossdjursart som beskrevs av Liu 200. Fenestrulina orientalis ingår i släktet Fenestrulina och familjen Microporellidae. Inga underarter finns listade i Catalogue of Life.